# María Eugenia Hurtado Azpeitia
María Eugenia Hurtado Azpeitia es una arquitecta mexicana. Es coordinadora del Área de Trabajo Carlos Leduc M. de la Facultad de Arquitectura de la Universidad Nacional Autónoma de México. Además, Azpeitia se dedica al estudio de la mujer en la arquitectura mexicana.

## Biografía
María Eugenia Hurtado Azpeitia se graduó en la Universidad Nacional Autónoma de México con una licenciatura y luego una maestría. Inició su carrera en el último año de su formación universitaria en el campo de la arquitectura del paisaje en una carretera y albergue alpino que se está construyendo en Ajusco. Tras finalizar su carrera, Azpeitia fue invitada por el arquitecto Carlos González Lobo a trabajar en Espacio Máximo Costo Mínimo. 
El 27 de diciembre de 2011, Azpeitia y Lobo recibieron el premio Vassilis Sgoutas de la Unión Internacional de Arquitectos en reconocimiento al trabajo del equipo de Lobo en el diseño y construcción de viviendas para los más pobres. Fueron nuevamente premiados en 2013 por el capítulo de Castilla y León de Arquitectos Sin Fronteras con el Premio Magdalena de Plata.